# Балабановка (Винницкая область)
Балаба́новка (укр. Балабанівка) — село на Украине, находится в Винницком районе Винницкой области.
Код КОАТУУ — 0523180401. Население по переписи 2001 года составляет 952 человека. Почтовый индекс — 22653. Телефонный код — 4330.
Занимает площадь 4,959 км².

## История
Балабановка — местечко Липовецкого уезда Киевской губ., на р. Горном Тикиче, берущей начало на полях соседней деревни Фронтовки; отстоит от Липовца на 40, а от Киева на 185 вёрст и имеет около 3000 жителей. Народное предание гласит, что на месте нынешней Б. стоял некогда большой город Угорм, уничтоженный татарами. Дошедшие до нас исторические памятники указывают, что Б. была основана в 1612 г. Юшковскими, прибывшими сюда из Луцкого уезда, и назвавшими её первоначально Юшковицами. От Юшковских местность эта перешла в собственность Александра Балабана, старосты винницкого, который и назвал Юшковицы Балабановкой. А. Балабан, разорившись от продолжительного турецкого плена, в который он попал в битве под Цецорой 1620 г., должен был продать Б. в 1624 г. Стефану Хмелецкому, счастливо сражавшемуся с татарами и получившему за это впоследствии (1630 г.) звание киевского воеводы. В 1648 году Б. сильно пострадала от казаков, соединившихся с татарами, после чего долгое время оставалась без хозяина, потом с 1723 г. перешла в собственность Ворцелей, с 1847 г. — княгини Марусишны Чарторыжской, урождённой Радзивилл, и наконец, в 1857 году была приобретена графом Владимиром Потоцким. В XVIII ст. в Б. выделывались славившиеся в то время двуствольные охотничьи ружья и пистолеты, не уступавшие иностранным, с шуточной надписью на них: «De kowal Sydor de Balabanowka». От древнего замка сохранился лишь вал.

## Местная власть
22600, Винницкая область, Винницкий р-н, пгт Оратов, ул. Парковая, 14